# 李世明 (上将)
李世明（1948年12月—），四川三台人，中华人民共和国军事人物，原成都军区司令员，上将军衔。1968年12月加入中国共产党，1968年4月参加中国人民解放军陆军。
1968年4月为陆军第六十三军187师侦察连战士、文书、班长；1970年4月任187师侦察连排长；1971年2月任187师司令部侦察科参谋、作训科参谋；1972年10月任第六十三军司令部作训处参谋；1981年1月任第六十三军司令部作训处副处长、处长；1990年9月任第六十三集团军188师参谋长；1993年6月任189师师长；1994年4月任第二十四集团军参谋长、军长；北京军区副参谋长；沈阳军区参谋长、副司令员。2006年12月任成都军区副司令员；2007年9月任成都军区司令员。2007年10月当选中国共产党第十七届中央委员会委员。2010年7月19日晋升上将军衔。